# Marina Tchebourkina
Marina Tchebourkina (en ruso: Марина Николаевна Чебуркина/ Marina Nikoláievna Chebúrkina; Moscú, 1965) es una organista concertista y musicóloga franco-rusa, doctora habilitada para dirigir investigaciones. Especialista de la música barroca francesa de órgano y de la interpretación histórica, reconocida, en Francia y en el extranjero, como embajadora de la música rusa para órgano, varios compositores rusos contemporáneos le han dedicado sus obras.

## Biografía
Estudia en el Conservatorio Chaikovski de Moscú de 1984 a 1989, y recibe dos diplomas summa cum laude : diploma de órgano y diploma de musicología. Hace luego un doctorado de artista de concierto y de profesor y de musicología (doctorado de investigación) en el Ciclo superior de Perfeccionamiento del Conservatorio Estatal de Moscú (1989–1992, summa cum laude). Estudió con los profesores : Galina Eguiazárova, Leonid Royzman, Yuri Jolópov, Elena Sorókina, Youri Boutsko, etcétera.
De 1992 a 1994, Marina Tchebourkina obtuvo una beca del Gobierno Francés. Profundiza sus conocimientos estilísticos, en Francia, en Alemania, con Marie-Claire Alain, Michel Chapuis (Conservatorio Nacional Superior de Música y Danza de Paris), Louis Robilliard, Harald Vogel.
De 1996 a 2010, Marina Tchebourkina es organista en la Capilla Real de Versalles.
Desde 2006, es miembro de la Comisión Nacional de Monumentos históricos sección de órganos, para el Ministerio de Cultura de Francia.
Desde 2010, Marina Tchebourkina desarrolla regularmente una colaboración con el Conservatorio Chaikovski de Moscú: da conciertos y Masterclasses, participa a los coloquios científicos internacionales y es jurado de Concursos Internacionales. 
Desde 2010, es investigadora asociada a la Universidad Paris I Panthéon Sorbonne, autora y coordinadora del proyecto « Órgano, Artes y Ciencias ».

## Repertorio
Marina Tchebourkina interpreta un gran repertorio de épocas y estilos variados. Desarrolla programas únicos, en conciertos y en grabaciones de CD, con los temas « Los organistas del Rey y sus contemporáneos », y « Música rusa para órgano ». Realiza en estreno mundial obras barrocas francesas manuscritas no editadas. Estrena también creaciones de compositores rusos contemporáneos.

## Grados científicos
1994 : Doctor en Ciencias del Arte (« kandidat nauk ») ; tema de la tesis : Música de órgano de Olivier Messiaen, sostenida delante del Consejo Científico del Conservatorio Chaikovski de Moscú.
2013 : Doctor habilitada para dirigir investigaciones (« dóktor nauk ») en Ciencias del Arte ; tema de la tesis : El Arte del órgano del Barroco francés : Música, Factura instrumental, Interpretación ; defendida delante del Consejo Científico del Conservatorio Chaikovski de Moscú.

## Distinciones
2005 : Chevalier des Arts et des Lettres (Caballero de las Artes y de las Letras), Francia.

## Discografía
Con Natives Éditions

### Los organistas del Rey y sus contemporáneos
- Claude Balbastre à Saint-Roch / Claude Balbastre at Saint-Roch. Marina Tchebourkina and Michel Chapuis at the Historical Great Organ of the Church of St Roch, Paris. 2-CD set. — 2002. (EAN 13 : 3760075340018)
- Du Roy-Soleil à la Révolution, l’orgue de la Chapelle royale de Versailles / From the Sun King to the Revolution, the organ of the Royal Chapel of Versailles. Marina Tchebourkina at the Great Organ of the Royal Chapel of the Palace of Versailles. — 2004. (EAN 13 : 3760075340032)
- Louis Claude Daquin, l’œuvre intégrale pour orgue / Louis Claude Daquin, Complete organ works. Marina Tchebourkina at the Great Organ of the Royal Chapel of the Palace of Versailles. — 2004. (EAN 13 : 3760075340049)
- Louis Marchand, l’œuvre intégrale pour orgue / Louis Marchand, Complete organ works. Marina Tchebourkina at the Great Organ of the Royal Chapel of the Palace of Versailles. 2-CD set. — 2005. (EAN 13 : 3760075340056)
- François Couperin, l’œuvre intégrale pour orgue / François Couperin, Complete organ works. Marina Tchebourkina at the Great Organ of the Royal Chapel of the Palace of Versailles. 2-CD set. — 2005. (EAN 13 : 3760075340063)
- Jean-Jacques Beauvarlet-Charpentier, œuvres pour orgue / Jean-Jacques Beauvarlet-Charpentier, Organ works. Marina Tchebourkina at the Historical Great Organ of the Abbey-church of Sainte-Croix, Bordeaux. 2-CD set. — 2007. (EAN 13 : 3760075340087)
- Gaspard Corrette, l’œuvre intégrale pour orgue / Gaspard Corrette, Complete organ works. Marina Tchebourkina at the Historical Great Organ of the Abbey-church of Saint-Michel-en-Thiérache. — 2009. (EAN 13 : 3760075340100)
- Nicolas de Grigny, l’œuvre intégrale pour orgue / Nicolas de Grigny, Complete organ works. Marina Tchebourkina at the Historical Great Organs of the Abbey-churches of Saint-Michel-en-Thiérache and Sainte-Croix of Bordeaux. 2-CD set. — 2015. (EAN 13 : 3760075340148)
- Jean Adam Guilain, l’œuvre intégrale pour orgue / Jean Adam Guilain, Complete organ works. Marina Tchebourkina at the Historical Great Organ of the Abbey-church of Saint-Michel-en-Thiérache. — 2016. (EAN 13 : 3760075340155)
- Pierre Du Mage, Louis Nicolas Clérambault, l’œuvre intégrale pour orgue / Pierre Du Mage, Louis Nicolas Clérambault, Complete organ works. Marina Tchebourkina at the Historical Great Organ of the Abbey-church of Saint-Michel-en-Thiérache. – 2019. (EAN 13 : 3760075340179)

### Música rusa para órgano
- Deux siècles de musique russe pour orgue / Two centuries of Russian organ music. Marina Tchebourkina at the Historical Great Organ of the Church of St Sulpice, Paris. 2-CD set. — 2003. (EAN 13 : 3760075340025)
- Youri Boutsko, Grand cahier d’orgue / Youri Boutsko, Great organ notebook. Marina Tchebourkina at the Historical Great Organ of the Abbey-church of St Etienne, Caen. — 2010. (EAN 13 : 3760075340117)
- Dmitri Dianov, l’Îlot, œuvres pour orgue / Dmitri Dianov, The Isle, organ works. Marina Tchebourkina at the Historical Great Organ of the Abbey-church of St Etienne, Caen. — 2010. (EAN 13 : 3760075340124)
- Youri Boutsko, Deuxième Grand cahier d’Orgue : Images russes, Tableaux, Légendes, Histoires véridiques et invraisemblables / Youri Boutsko, Second Great Organ Notebook: Russian Images, Pictures, Legends, True and Unbelievable Stories (dedicated to Marina Tchebourkina). Marina Tchebourkina at the Great Organ of the Church of St Martin, Dudelange, Luxembourg. — 2016. (EAN 13 : 3760075340162)